# 熱帯魚

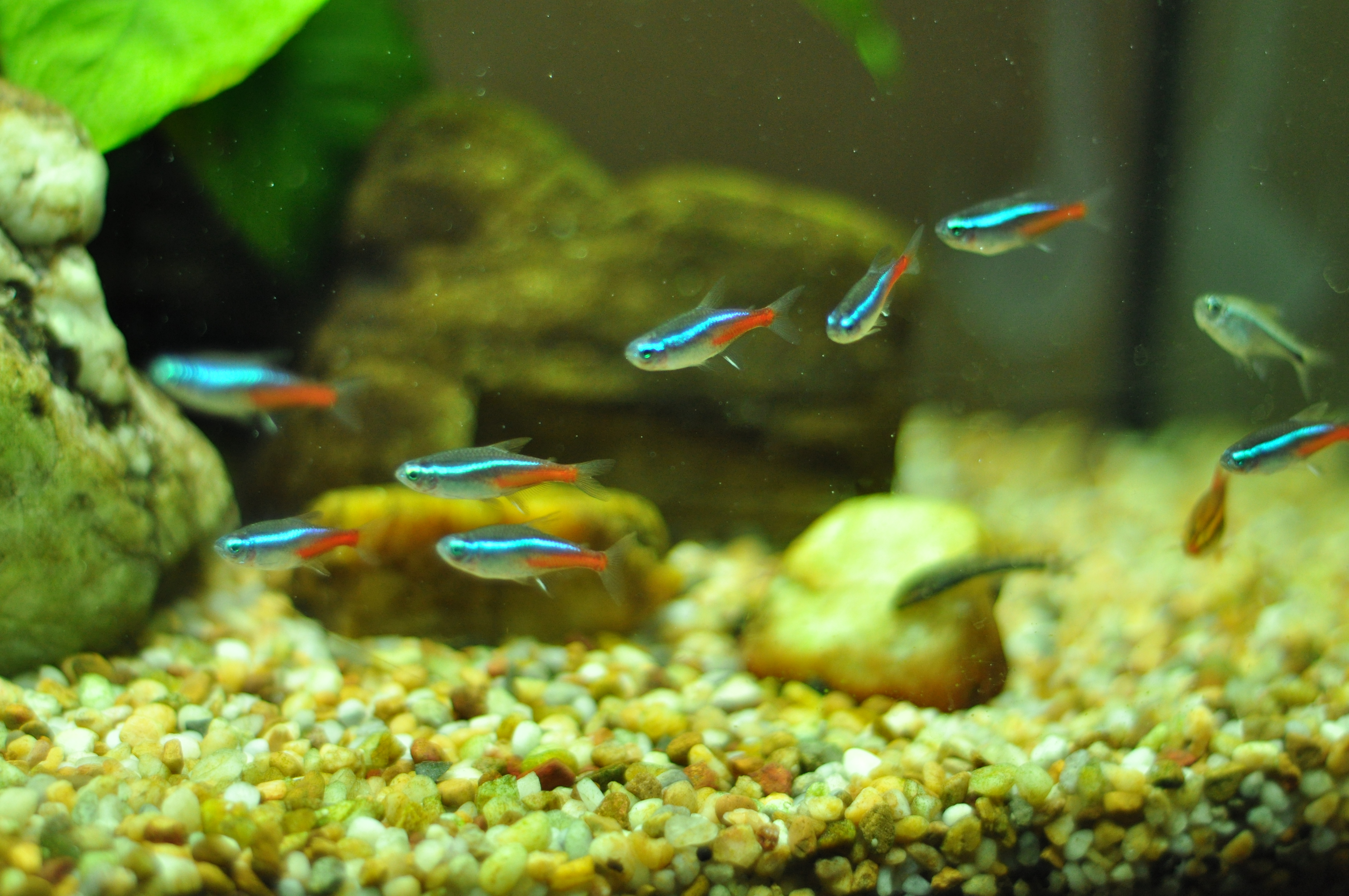
ネオンテトラ

熱帯魚（ねったいぎょ）は、熱帯や亜熱帯に生息するの魚類の総称。狭義では観賞魚となるものをいう。
グッピー、 エンゼルフィッシュ、ネオンテトラ、コリドラスなど、観賞に適する美麗なものが大部分で、そうでなくとも外観上の際立った特徴があるものが飼育の対象になっている。飼育や繁殖が容易な小型の淡水魚が一般的だが、輸送技術や飼育技術の発展によって、従来は不可能だった大型種、希少種、海水性の魚類もその対象になってきている。
エジプトやタイでは古くから淡水魚を観賞用途で飼育していたが、欧米に持ち込まれたのは1868年にパリでパラダイスフィッシュが紹介されたのが初とされている。1930年代には様々な熱帯魚が普及した。日本では大正時代中期に初めて持ち込まれ、上流階級の間では稀覯性が重視された。1950年代になると日本国内での飼育が容易になり、1960年代には熱帯魚ブームが巻き起こった。
「熱帯魚」は夏の季語とされている。

## 主な熱帯魚
ウィキペディアに項目のある熱帯魚の一覧。目分類ごとに示してある。
- トビエイ目 Rajiformes
  - 淡水エイ
- チョウザメ目 Acipenseriformes
- ケラトドゥス目 Ceratodontiformes
  - ネオケラトドゥス
- プロトプテルス目 Lepidosireniformes
  - レピドシレン
  - プロトプテルス・アネクテンス
- ポリプテルス目 Polypteridae
  - ポリプテルス
  - アミメウナギ
- セミオノートゥス目（ガー目） Semionotiformes
  - ガー（ガーパイク）
- アミア目 Amiiformes
  - アミア・カルヴァ
- オステオグロッスム目（アロワナ目） Osteoglossiformes
  - アロワナ
  - ナイフフィッシュ
  - エレファントノーズフィッシュ
- コイ目 Cypriniformes
  - ラスボラ
  - プンティウス
  - ゼブラ・ダニオ
  - アカヒレ
  - ローチ（ドジョウ科 Cobitidae）
    - クーリーローチ
    - クラウンローチ
- カラシン目 Characiformes
  - テトラ（カラシン科 Characidae ほか）
    - エンペラーテトラ
    - レインボーテトラ
    - ネオンテトラ
    - カージナルテトラ
    - ペンシルフィッシュ
    - コンゴテトラ

  - ハチェットフィッシュ
  - ピラニア
  - タライロン
- ナマズ目 Siluriformes
  - プレコ
  - コリドラス
  - シノドンティス
  - ゼブラ・キャット
  - トランスルーセットグラスキャットフィッシュ
- スズキ目 Perciformes
  - ベラ亜目 Labroidei　シクリッド科 Cichlidae
    - アフリカン・シクリッド
      - ペルヴィカクロミス・プルケール
      - ムブナ

    - アメリカン・シクリッド
      - ディスカス
      - エンゼルフィッシュ
      - アストロノータス（オスカー）
      - アピストグラマ
      - コンヴィクトシクリッド

  - キノボリウオ（アナバス）亜目 Anabantoidei
    - ベタ
    - グラミー

  - ハゼ亜目 Gobioidei
    - バンブルビー・ゴビー
- カダヤシ目 Cyprinodontiformes
  - グッピー
  - エンドラーズ・ライブベアラ
  - ソードテール
  - サザンプラティフィッシュ
  - セイルフィン・モーリー
  - 卵生メダカ
- ダツ目 Beloniformes
  - メダカ亜目 Adrianichthyoidei
    - インドメダカ
    - セレベスメダカ
    - ジャワメダカ

  - デルモゲニー
  - ハーフビーク
  - ニードル・ガー
- トウゴロウイワシ目 Atheriniformes
  - レインボーフィッシュ
- タウナギ目 Synbranchiformes
- フグ目 Tetraodontiformes
  - 淡水フグ